# Bataille de procurations
Ne doit pas être confondu avec Guerre par procuration.
Une bataille par procuration (proxy battle), une course aux procurations (proxy contest) ou guerre de procurations (proxy war) est un acte financier se traduisant par une compétition hostile pour le contrôle d'une organisation. L'événement se produit généralement lorsque les actionnaires d'une société développent une opposition à certains aspects de la gouvernance d'entreprise, se concentrant souvent sur les postes de direction et de gestion. Les activistes d'entreprise essayent de persuader les actionnaires d'utiliser leurs mandats (un droit unitaire de vote par procuration pour chaque action détenue) pour demander un changement de gouvernance pour diverses raisons. Les actionnaires d'une société publique peuvent nommer un mandataire pour assister aux assemblées d'actionnaires et voter en leur nom. Michel Albouy qualifie les batailles par procurations de « l’expression du désaccord entre les actionnaires minoritaires et le management de l’entreprise ».

## Exemples
- Une société acquéreuse, frustrée par les défenses anti-OPA de la direction, peut engager une course aux procurations pour installer une direction plus conforme à son but.
- Les opposants internes à une prise de contrôle imminente peuvent entrer dans une bataille par procuration. Cela s'est produit au sein de Hewlett-Packard, avant que la direction de Carly Fiorina ne reprenne Compaq en 2002[3].
- En l'absence de prise de contrôle imminente, des batailles de procurations émergent d'actionnaires mécontents de la direction, avec ou sans motifs de poursuites dérivées légales et équitables – comme avec les efforts de Carl Icahn en 2005-2006 pour évincer la plupart des membres du conseil d'administration de Time Warner.
- David Karr dans son ouvrage Fight for Control (1956) évoque plusieurs luttes par procuration dans les années 1950 pour le contrôle de certaines des plus grandes sociétés américaines, comme la Bank of America et le New York Central Railroad,